# Llista de topònims de les Llosses
Llista de topònims (noms propis de lloc) del municipi de les Llosses, al Ripollès
Informació actualitzada per un bot. Els canvis manuals es perdran quan s'actualitzi!

## abric rocós
| imatge | Nom                  | Ubicat a    | instància de | Detalls | coordenades                                                         | Protecció | Commons (més fotos) | Dades a WD                    |
| ------ | -------------------- | ----------- | ------------ | ------- | ------------------------------------------------------------------- | --------- | ------------------- | ----------------------------- |
|        | Balma de Gata Fera   | les Llosses | abric rocós  |         | 42° 06′ 34″ N, 2° 00′ 41″ E / 42.1093762723164°N,2.01151563970688°E |           |                     | Modifica les dades a Wikidata |
|        | Balmes de les Calces | les Llosses | abric rocós  |         | 42° 11′ 17″ N, 1° 57′ 58″ E / 42.1881771760318°N,1.96608626383019°E |           |                     | Modifica les dades a Wikidata |

## arbre singular
| imatge | Nom                     | Ubicat a    | instància de   | Detalls                                                                             | coordenades                                                           | Protecció        | Commons (més fotos) | Dades a WD                    |
| ------ | ----------------------- | ----------- | -------------- | ----------------------------------------------------------------------------------- | --------------------------------------------------------------------- | ---------------- | ------------------- | ----------------------------- |
|        | Boixos de Santa Eulàlia | les Llosses | arbre singular | Taxon: boix (Buxus sempervirens)                                                    | 42° 09′ 57″ N, 2° 04′ 05″ E / 42.165912°N,2.067976°E                  |                  |                     | Modifica les dades a Wikidata |
|        | roure Glanic            | les Llosses | arbre singular | Taxon: roure martinenc (Quercus pubescens) Ample: 19.8m Alt: 17.5m Perímetre: 3.65m | 42° 09′ 19″ N, 2° 04′ 17″ E / 42.15514°N,2.07132°E ca:Llimós 904 msnm | arbre monumental | Roure Glanic        | Modifica les dades a Wikidata |

## castell
| imatge | Nom                  | Ubicat a    | instància de | Detalls         | coordenades                                                         | Protecció                                            | Commons (més fotos)  | Dades a WD                    |
| ------ | -------------------- | ----------- | ------------ | --------------- | ------------------------------------------------------------------- | ---------------------------------------------------- | -------------------- | ----------------------------- |
|        | Castell de Baborers  | les Llosses | castell      |                 | 42° 09′ 57″ N, 2° 08′ 36″ E / 42.1659°N,2.14347°E                   | bé d'interès cultural bé cultural d'interès nacional |                      | Modifica les dades a Wikidata |
|        | Castell de Palmerola | Palmerola   | castell      | Estil: neogòtic | 42° 09′ 21″ N, 2° 02′ 04″ E / 42.1559°N,2.03431°E                   | bé d'interès cultural bé cultural d'interès nacional | Castell de Palmerola | Modifica les dades a Wikidata |
|        | el Castellot         | les Llosses | castell      |                 | 42° 08′ 16″ N, 2° 07′ 23″ E / 42.1376983326328°N,2.12305500137553°E |                                                      |                      | Modifica les dades a Wikidata |
|        | la Guàrdia de Ripoll | les Llosses | castell      |                 | 42° 08′ 15″ N, 2° 07′ 23″ E / 42.1376°N,2.12292°E                   | bé d'interès cultural bé cultural d'interès nacional |                      | Modifica les dades a Wikidata |

## cova
| imatge | Nom             | Ubicat a    | instància de | Detalls | coordenades                                                         | Protecció | Commons (més fotos) | Dades a WD                    |
| ------ | --------------- | ----------- | ------------ | ------- | ------------------------------------------------------------------- | --------- | ------------------- | ----------------------------- |
|        | cova de Llentes | les Llosses | cova         |         | 42° 12′ 18″ N, 2° 05′ 02″ E / 42.2051010617899°N,2.0838324385801°E  |           |                     | Modifica les dades a Wikidata |
|        | la Mina         | les Llosses | cova         |         | 42° 08′ 16″ N, 2° 08′ 00″ E / 42.1378760888261°N,2.13341078191938°E |           |                     | Modifica les dades a Wikidata |

## curs d'aigua
| imatge | Nom                  | Ubicat a                                           | instància de                                        | Detalls                                                                    | coordenades                                                                                               | Protecció | Commons (més fotos) | Dades a WD                    |
| ------ | -------------------- | -------------------------------------------------- | --------------------------------------------------- | -------------------------------------------------------------------------- | --- | --------- | ------------------- | ----------------------------- |
|        | Ter                  | Ripollès Osona Selva Gironès Baix Empordà          | curs d'aigua riu principal                          | Desemboca: mar Mediterrània Llarg: 208km Conca: 3010km²                    | 42° 25′ 40″ N, 2° 15′ 24″ E / 42.427778°N,2.256667°E 42° 01′ 24″ N, 3° 11′ 31″ E / 42.02347°N,3.19187°E   |           | Ter River           | Modifica les dades a Wikidata |
|        | el Mergançol         | Borredà Vilada Sant Jaume de Frontanyà les Llosses | curs d'aigua                                        | Desemboca: Llobregat                                                       | 42° 07′ 30″ N, 1° 52′ 57″ E / 42.125°N,1.8825°E 42° 07′ 40″ N, 1° 55′ 10″ E / 42.127721°N,1.919552°E      |           | Mergançol           | Modifica les dades a Wikidata |
|        | riera de Merlès      | Santa Maria de Merlès                              | curs d'aigua Reserva Natural Parcial àrea protegida | 1987 Desemboca: Llobregat Llarg: 47km Superfície: 70.01734ha Conca: 173km² | 42° 11′ 45″ N, 2° 01′ 52″ E / 42.195759°N,2.031138°E 41° 55′ 36″ N, 1° 52′ 56″ E / 41.926769°N,1.882085°E |           | Riera de Merlès     | Modifica les dades a Wikidata |
|        | riera de Sant Quintí | les Llosses Ripoll                                 | curs d'aigua                                        | Desemboca: Ter Llarg: 13.14km Conca: 45.99km²                              | 42° 09′ 09″ N, 2° 06′ 06″ E / 42.15262°N,2.101529°E 42° 10′ 39″ N, 2° 11′ 43″ E / 42.177504°N,2.195219°E  |           |                     | Modifica les dades a Wikidata |

## entitat singular de població
| imatge | Nom                         | Ubicat a    | instància de                                                                   | Detalls | coordenades                                                                  | Protecció | Commons (més fotos)      | Dades a WD                    |
| ------ | --------------------------- | ----------- | ------------------------------------------------------------------------------ | ------- | ---------------------------------------------------------------------------- | --------- | ------------------------ | ----------------------------- |
|        | Palmerola                   | les Llosses | entitat singular de població ens local històric de Catalunya                   | 16 hab  | 42° 09′ 24″ N, 2° 02′ 04″ E / 42.1565397268719°N,2.0344699820157°E 1102 msnm |           | Palmerola                | Modifica les dades a Wikidata |
|        | Sant Esteve de Vallespirans | les Llosses | entitat singular de població ens local històric de Catalunya                   | 49 hab  | 42° 10′ 38″ N, 2° 08′ 32″ E / 42.177272°N,2.14216°E 983 msnm                 |           |                          | Modifica les dades a Wikidata |
|        | Sant Martí de Vinyoles      | les Llosses | entitat singular de població ens local històric de Catalunya                   | 19 hab  | 42° 08′ 15″ N, 2° 08′ 19″ E / 42.137467123342°N,2.1385155714881°E 1096 msnm  |           | Sant Martí de Vinyoles   | Modifica les dades a Wikidata |
|        | Sant Sadurní de Sovelles    | les Llosses | entitat singular de població ens local històric de Catalunya                   | 15 hab  | 42° 08′ 32″ N, 2° 09′ 41″ E / 42.142140136246°N,2.1614449662598°E 967 msnm   |           | Sant Sadurní de Sovelles | Modifica les dades a Wikidata |
|        | Santa Maria de Matamala     | les Llosses | entitat singular de població ens local històric de Catalunya                   | 41 hab  | 42° 09′ 34″ N, 2° 05′ 24″ E / 42.159316504°N,2.0899040764633°E 925 msnm      |           |                          | Modifica les dades a Wikidata |
|        | Viladonja                   | les Llosses | entitat singular de població ens local històric de Catalunya                   | 16 hab  | 42° 09′ 55″ N, 2° 04′ 04″ E / 42.16524°N,2.067668°E 1012 msnm                |           | Viladonja                | Modifica les dades a Wikidata |
|        | la Farga de Bebié           | les Llosses | entitat singular de població                                                   | 3 hab   | 42° 07′ 51″ N, 2° 12′ 20″ E / 42.1308111111°N,2.20563333333°E 606 msnm       |           |                          | Modifica les dades a Wikidata |
|        | les Llosses                 | les Llosses | entitat singular de població ens local històric de Catalunya capital municipal | 40 hab  | 42° 09′ 03″ N, 2° 07′ 12″ E / 42.15096°N,2.11999°E 889 msnm                  |           |                          | Modifica les dades a Wikidata |

## església
| imatge | Nom                                  | Ubicat a                        | instància de     | Detalls                                           | coordenades                                                                   | Protecció                                  | Commons (més fotos)                  | Dades a WD                    |
| ------ | ------------------------------------ | ------------------------------- | ---------------- | ------------------------------------------------- | ----------------------------------------------------------------------------- | ------------------------------------------ | ------------------------------------ | ----------------------------- |
|        | Sant Esteve de Vallespirans          | les Llosses                     | església         |                                                   | 42° 10′ 38″ N, 2° 08′ 32″ E / 42.177289°N,2.142167°E                          | bé integrant del patrimoni cultural català | Sant Esteve de Vallespirans          | Modifica les dades a Wikidata |
|        | Sant Esteve de la Riba               | les Llosses                     | església         | Estil: arquitectura romànica                      | 42° 11′ 09″ N, 2° 03′ 54″ E / 42.1858°N,2.06513°E                             | bé integrant del patrimoni cultural català |                                      | Modifica les dades a Wikidata |
|        | Sant Feliu d'Estiula                 | les Llosses                     | església         | Estil: arquitectura romànica arquitectura barroca | 42° 12′ 12″ N, 2° 06′ 27″ E / 42.2034°N,2.10738°E 987 msnm                    | bé integrant del patrimoni cultural català | Sant Feliu d'Estiula                 | Modifica les dades a Wikidata |
|        | Sant Julià de Cosp                   | les Llosses                     | església         | Estil: arquitectura romànica                      | 42° 11′ 11″ N, 1° 58′ 49″ E / 42.1863°N,1.98031°E                             | bé integrant del patrimoni cultural català |                                      | Modifica les dades a Wikidata |
|        | Sant Julià de Vilacorba              | les Llosses                     | església         | Estil: arquitectura romànica                      | 42° 09′ 50″ N, 2° 02′ 48″ E / 42.1638°N,2.04662°E                             | bé integrant del patrimoni cultural català | Sant Julià de Vilacorba              | Modifica les dades a Wikidata |
|        | Sant Llorenç Corrubí                 | les Llosses                     | església         | Estil: arquitectura romànica                      | 42° 12′ 23″ N, 2° 03′ 23″ E / 42.2065°N,2.05634°E                             | bé integrant del patrimoni cultural català | Sant Llorenç Corrubí                 | Modifica les dades a Wikidata |
|        | Sant Marc d'Estiula                  | Campdevànol Gombrèn les Llosses | església capella |                                                   | 42° 13′ 19″ N, 2° 05′ 42″ E / 42.2219948612879°N,2.09494165151045°E 1377 msnm |                                            | Sant Marc d'Estiula                  | Modifica les dades a Wikidata |
|        | Sant Martí de Vinyoles de Portavella | les Llosses                     | església         |                                                   | 42° 08′ 12″ N, 2° 08′ 18″ E / 42.13664°N,2.13837°E                            | bé integrant del patrimoni cultural català | Sant Martí de Vinyoles de Portavella | Modifica les dades a Wikidata |
|        | Sant Salvador                        | les Llosses                     | església capella | Estat: ruïnós                                     | 42° 09′ 59″ N, 2° 08′ 41″ E / 42.1663929938917°N,2.14459517622872°E 900 msnm  |                                            |                                      | Modifica les dades a Wikidata |
|        | Sant Vicenç de Maçanós               | les Llosses                     | església         | Estil: arquitectura barroca                       | 42° 09′ 12″ N, 2° 04′ 02″ E / 42.1534°N,2.06736°E                             | bé integrant del patrimoni cultural català | Sant Vicenç de Maçanós               | Modifica les dades a Wikidata |
|        | Sant Vicenç de Palmerola             | les Llosses                     | església         | Estil: arquitectura romànica                      | 42° 09′ 22″ N, 2° 02′ 04″ E / 42.1562°N,2.03443°E                             | bé integrant del patrimoni cultural català | Sant Vicenç de Palmerola             | Modifica les dades a Wikidata |
|        | Santa Eulàlia de Viladonja           | les Llosses                     | església capella |                                                   | 42° 09′ 56″ N, 2° 04′ 04″ E / 42.165576°N,2.067664°E                          | bé integrant del patrimoni cultural català | Santa Eulàlia de Viladonja           | Modifica les dades a Wikidata |
|        | Santa Margarida de Vinyoles          | les Llosses                     | església         | Estil: arquitectura barroca                       | 42° 08′ 21″ N, 2° 07′ 23″ E / 42.1392°N,2.12315°E                             | bé integrant del patrimoni cultural català | Santa Margarida de Vinyoles          | Modifica les dades a Wikidata |
|        | Santa Maria de les Llosses           | les Llosses                     | església         |                                                   | 42° 09′ 09″ N, 2° 06′ 16″ E / 42.152579°N,2.104331°E                          | bé integrant del patrimoni cultural català | Santa Maria de les Llosses           | Modifica les dades a Wikidata |
|        | església de Sant Sadurní de Sovelles | les Llosses                     | església         | Estil: arquitectura barroca                       | 42° 08′ 31″ N, 2° 09′ 38″ E / 42.142°N,2.16063°E                              | bé integrant del patrimoni cultural català | Església de Sant Sadurní de Sovelles | Modifica les dades a Wikidata |
|        | església de Santa Maria de Matamala  | les Llosses                     | església         |                                                   | 42° 09′ 32″ N, 2° 05′ 23″ E / 42.159°N,2.08979°E                              | bé integrant del patrimoni cultural català | Santa Maria de Matamala              | Modifica les dades a Wikidata |

## font
| imatge | Nom                     | Ubicat a    | instància de | Detalls | coordenades                                                         | Protecció | Commons (més fotos) | Dades a WD                    |
| ------ | ----------------------- | ----------- | ------------ | ------- | ------------------------------------------------------------------- | --------- | ------------------- | ----------------------------- |
|        | font Mormolera          | les Llosses | font         |         | 42° 08′ 37″ N, 2° 06′ 05″ E / 42.143645465512°N,2.10132275124732°E  |           |                     | Modifica les dades a Wikidata |
|        | font Sobirana           | les Llosses | font         |         | 42° 09′ 38″ N, 2° 06′ 29″ E / 42.160649668532°N,2.107938744635°E    |           |                     | Modifica les dades a Wikidata |
|        | font de Roca-roja       | les Llosses | font         |         | 42° 09′ 45″ N, 2° 00′ 57″ E / 42.16259900318°N,2.0159109762592°E    |           |                     | Modifica les dades a Wikidata |
|        | font de la Canal        | les Llosses | font         |         | 42° 09′ 20″ N, 2° 07′ 46″ E / 42.1555437575507°N,2.12947802174942°E |           |                     | Modifica les dades a Wikidata |
|        | font de la Pedra        | les Llosses | font         |         | 42° 09′ 16″ N, 2° 00′ 46″ E / 42.1545094160813°N,2.01284701732114°E |           |                     | Modifica les dades a Wikidata |
|        | font del Faig           | les Llosses | font         |         | 42° 07′ 36″ N, 2° 08′ 24″ E / 42.12666977375°N,2.1398717365219°E    |           |                     | Modifica les dades a Wikidata |
|        | font del Pla de l'Oncle | les Llosses | font         |         | 42° 09′ 02″ N, 2° 05′ 09″ E / 42.150557094411°N,2.0858418880149°E   |           |                     | Modifica les dades a Wikidata |

## masia
| imatge | Nom                    | Ubicat a    | instància de     | Detalls                                  | coordenades                                                                           | Protecció                                            | Commons (més fotos)      | Dades a WD                    |
| ------ | ---------------------- | ----------- | ---------------- | ---------------------------------------- | ------------------------------------------------------------------------------------- | ---------------------------------------------------- | ------------------------ | ----------------------------- |
|        | Anfruns                | les Llosses | masia            |                                          | 42° 07′ 35″ N, 2° 06′ 26″ E / 42.126420262959°N,2.1072093167804°E                     |                                                      |                          | Modifica les dades a Wikidata |
|        | Angelats               | les Llosses | masia            |                                          | 42° 09′ 46″ N, 2° 09′ 09″ E / 42.1626410263757°N,2.15236900671901°E                   |                                                      |                          | Modifica les dades a Wikidata |
|        | Arquers                | les Llosses | masia            |                                          | 42° 10′ 31″ N, 2° 07′ 51″ E / 42.175234634084°N,2.1307384994349°E                     |                                                      |                          | Modifica les dades a Wikidata |
|        | Baborers               | les Llosses | masia            |                                          | 42° 10′ 05″ N, 2° 09′ 22″ E / 42.1680462655635°N,2.15623145765782°E                   |                                                      |                          | Modifica les dades a Wikidata |
|        | Bardolet               | les Llosses | masia            |                                          | 42° 09′ 08″ N, 2° 02′ 39″ E / 42.1522166732231°N,2.04414582635722°E                   |                                                      |                          | Modifica les dades a Wikidata |
|        | Barri                  | les Llosses | masia            |                                          | 42° 09′ 25″ N, 2° 05′ 06″ E / 42.1569455342238°N,2.08508420347951°E                   |                                                      |                          | Modifica les dades a Wikidata |
|        | Baumala                | les Llosses | masia            |                                          | 42° 08′ 36″ N, 2° 04′ 26″ E / 42.1433907049405°N,2.0738190163902°E                    |                                                      |                          | Modifica les dades a Wikidata |
|        | Boixassa               | les Llosses | masia            |                                          | 42° 10′ 15″ N, 2° 08′ 52″ E / 42.170859159627°N,2.1477480973767°E                     |                                                      |                          | Modifica les dades a Wikidata |
|        | Bumarencs              | les Llosses | masia            |                                          | 42° 09′ 42″ N, 2° 10′ 03″ E / 42.1615630990241°N,2.16751497390773°E                   |                                                      |                          | Modifica les dades a Wikidata |
|        | Ca la Vídues           | les Llosses | masia            |                                          | 42° 10′ 08″ N, 2° 09′ 05″ E / 42.1690013240987°N,2.15140030606787°E                   |                                                      |                          | Modifica les dades a Wikidata |
|        | Ca les Mestres         | les Llosses | masia            |                                          | 42° 09′ 10″ N, 2° 02′ 40″ E / 42.1528326540326°N,2.04457228548919°E                   |                                                      |                          | Modifica les dades a Wikidata |
|        | Cal Bernat             | les Llosses | masia            |                                          | 42° 09′ 35″ N, 2° 01′ 39″ E / 42.1598051693913°N,2.02761739127866°E                   |                                                      |                          | Modifica les dades a Wikidata |
|        | Cal Canudes            | les Llosses | masia            |                                          | 42° 09′ 30″ N, 2° 01′ 41″ E / 42.1584676117404°N,2.02813416065489°E                   |                                                      |                          | Modifica les dades a Wikidata |
|        | Cal Fuster             | les Llosses | masia            |                                          | 42° 09′ 20″ N, 2° 05′ 32″ E / 42.1554343813241°N,2.09212633267646°E                   |                                                      |                          | Modifica les dades a Wikidata |
|        | Cal Gep                | les Llosses | masia            |                                          | 42° 09′ 32″ N, 2° 01′ 40″ E / 42.1588704835307°N,2.02784958727778°E                   |                                                      |                          | Modifica les dades a Wikidata |
|        | Cal Gil                | les Llosses | masia            |                                          | 42° 11′ 17″ N, 2° 05′ 18″ E / 42.1879704213137°N,2.08825790340418°E                   |                                                      |                          | Modifica les dades a Wikidata |
|        | Cal Guàrdia            | les Llosses | masia            |                                          | 42° 08′ 54″ N, 2° 06′ 19″ E / 42.14822222°N,2.10531111°E 953 msnm                     |                                                      |                          | Modifica les dades a Wikidata |
|        | Cal Jan Bonic          | les Llosses | masia            |                                          | 42° 09′ 12″ N, 2° 02′ 39″ E / 42.1534413765026°N,2.04412739720645°E                   |                                                      |                          | Modifica les dades a Wikidata |
|        | Cal Joan               | les Llosses | masia            |                                          | 42° 11′ 01″ N, 2° 05′ 05″ E / 42.183474416932°N,2.08462913476047°E                    |                                                      |                          | Modifica les dades a Wikidata |
|        | Cal Marxant            | les Llosses | masia            |                                          | 42° 09′ 44″ N, 2° 01′ 39″ E / 42.1622625395914°N,2.02745870885062°E                   |                                                      |                          | Modifica les dades a Wikidata |
|        | Cal Marxant            | les Llosses | masia            |                                          | 42° 09′ 31″ N, 2° 01′ 39″ E / 42.1586243705143°N,2.02750231954909°E                   |                                                      |                          | Modifica les dades a Wikidata |
|        | Cal Nasi               | les Llosses | masia            |                                          | 42° 08′ 35″ N, 2° 09′ 36″ E / 42.1431723098625°N,2.16011974050969°E                   |                                                      |                          | Modifica les dades a Wikidata |
|        | Cal Quim               | les Llosses | masia            |                                          | 42° 09′ 34″ N, 2° 01′ 39″ E / 42.1595510767334°N,2.02739128998275°E                   |                                                      |                          | Modifica les dades a Wikidata |
|        | Cal Vermell            | les Llosses | masia            |                                          | 42° 09′ 11″ N, 2° 02′ 44″ E / 42.1531115728613°N,2.04562110464712°E                   |                                                      |                          | Modifica les dades a Wikidata |
|        | Cal Vinyal             | les Llosses | masia            |                                          | 42° 09′ 38″ N, 2° 05′ 23″ E / 42.1604687954157°N,2.08983914294629°E                   |                                                      |                          | Modifica les dades a Wikidata |
|        | Campsó                 | les Llosses | masia            |                                          | 42° 09′ 50″ N, 2° 06′ 48″ E / 42.1639857779103°N,2.11341907143787°E                   |                                                      |                          | Modifica les dades a Wikidata |
|        | Can Balandran          | les Llosses | masia            |                                          | 42° 11′ 07″ N, 2° 05′ 14″ E / 42.1853767719438°N,2.08714474465527°E                   |                                                      |                          | Modifica les dades a Wikidata |
|        | Can Carlos             | les Llosses | masia            |                                          | 42° 11′ 23″ N, 2° 05′ 24″ E / 42.1896133494349°N,2.08986922199221°E                   |                                                      |                          | Modifica les dades a Wikidata |
|        | Can Caselles           | les Llosses | masia            | Estil: arquitectura popular              | 42° 11′ 52″ N, 2° 03′ 25″ E / 42.197874°N,2.057082°E                                  | bé integrant del patrimoni cultural català           |                          | Modifica les dades a Wikidata |
|        | Can Florí              | les Llosses | masia            |                                          | 42° 09′ 36″ N, 2° 05′ 20″ E / 42.1600189856482°N,2.08876824940822°E                   |                                                      |                          | Modifica les dades a Wikidata |
|        | Can Govern             | les Llosses | masia            |                                          | 42° 10′ 57″ N, 2° 09′ 54″ E / 42.1825107843837°N,2.16490313091276°E                   |                                                      |                          | Modifica les dades a Wikidata |
|        | Can Pelegrí            | les Llosses | masia            |                                          | 42° 09′ 00″ N, 2° 05′ 22″ E / 42.1498924622112°N,2.08947025347561°E                   |                                                      |                          | Modifica les dades a Wikidata |
|        | Can Picot              | les Llosses | masia            |                                          | 42° 09′ 33″ N, 2° 06′ 28″ E / 42.1590506530975°N,2.10765347088929°E                   |                                                      |                          | Modifica les dades a Wikidata |
|        | Can Planes de Matamala | les Llosses | masia            |                                          | 42° 09′ 29″ N, 2° 05′ 48″ E / 42.1581°N,2.09658°E                                     | bé integrant del patrimoni cultural català           |                          | Modifica les dades a Wikidata |
|        | Can Puig               | les Llosses | masia            | Estil: arquitectura popular              | 42° 09′ 54″ N, 2° 04′ 05″ E / 42.1651°N,2.06803°E                                     | bé integrant del patrimoni cultural català           |                          | Modifica les dades a Wikidata |
|        | Can Robert             | les Llosses | masia            | Estil: arquitectura popular              | 42° 09′ 54″ N, 2° 05′ 37″ E / 42.165°N,2.09365°E                                      | bé integrant del patrimoni cultural català           |                          | Modifica les dades a Wikidata |
|        | Can Saiol              | les Llosses | masia            |                                          | 42° 09′ 27″ N, 2° 02′ 55″ E / 42.157471639075°N,2.0486721089341°E                     |                                                      |                          | Modifica les dades a Wikidata |
|        | Capdevila              | les Llosses | masia            | Estil: arquitectura popular              | 42° 09′ 23″ N, 2° 06′ 20″ E / 42.1563°N,2.1056°E                                      | bé integrant del patrimoni cultural català           |                          | Modifica les dades a Wikidata |
|        | Carbonell              | les Llosses | masia            |                                          | 42° 09′ 03″ N, 2° 06′ 47″ E / 42.150781432876°N,2.1129185641228°E                     |                                                      |                          | Modifica les dades a Wikidata |
|        | Casa Berlitz           | les Llosses | masia            |                                          | 42° 07′ 52″ N, 2° 12′ 28″ E / 42.1312271273699°N,2.20785277467603°E                   |                                                      |                          | Modifica les dades a Wikidata |
|        | Casa Nova d'Espoia     | les Llosses | masia            |                                          | 42° 11′ 41″ N, 2° 08′ 55″ E / 42.1948292947384°N,2.14869308380411°E                   |                                                      |                          | Modifica les dades a Wikidata |
|        | Casa de Moreta         | les Llosses | masia            | Estil: arquitectura popular              | 42° 09′ 48″ N, 2° 02′ 49″ E / 42.1633°N,2.04691°E                                     | bé integrant del patrimoni cultural català           | Casa de Moreta           | Modifica les dades a Wikidata |
|        | Casal de Portavella    | les Llosses | masia casa forta | Estil: arquitectura popular 16th century | 42° 08′ 12″ N, 2° 08′ 13″ E / 42.1366°N,2.13699°E ca:Sant Martí de Vinyoles 1036 msnm | bé d'interès cultural bé cultural d'interès nacional | Casal de Portavella      | Modifica les dades a Wikidata |
|        | Casanova d'Estiula     | les Llosses | masia            |                                          | 42° 12′ 25″ N, 2° 06′ 37″ E / 42.2069131709537°N,2.1103841488237°E                    |                                                      |                          | Modifica les dades a Wikidata |
|        | Casanova de Moreta     | les Llosses | masia            |                                          | 42° 09′ 47″ N, 2° 02′ 51″ E / 42.1630600675399°N,2.04737215956399°E                   |                                                      |                          | Modifica les dades a Wikidata |
|        | Casanova de la Riera   | les Llosses | masia            |                                          | 42° 06′ 37″ N, 2° 00′ 56″ E / 42.110359417596°N,2.0155099706169°E                     |                                                      |                          | Modifica les dades a Wikidata |
|        | Casot de les Arenyes   | les Llosses | masia            |                                          | 42° 10′ 36″ N, 2° 10′ 11″ E / 42.17659168057°N,2.16959421348428°E                     |                                                      |                          | Modifica les dades a Wikidata |
|        | Clarà                  | les Llosses | masia            |                                          | 42° 07′ 08″ N, 2° 07′ 13″ E / 42.1187717212173°N,2.12014658265005°E                   |                                                      |                          | Modifica les dades a Wikidata |
|        | Coll de Soler          | les Llosses | masia            |                                          | 42° 08′ 32″ N, 2° 05′ 51″ E / 42.1421025558513°N,2.09752048644903°E                   |                                                      |                          | Modifica les dades a Wikidata |
|        | Corbera                | les Llosses | masia            |                                          | 42° 09′ 54″ N, 2° 06′ 19″ E / 42.164904206409°N,2.10527109354644°E                    |                                                      |                          | Modifica les dades a Wikidata |
|        | Corberola              | les Llosses | masia            |                                          | 42° 11′ 36″ N, 2° 08′ 12″ E / 42.193290878269°N,2.1365466960751°E                     |                                                      |                          | Modifica les dades a Wikidata |
|        | Corrubí                | les Llosses | masia            |                                          | 42° 12′ 23″ N, 2° 03′ 27″ E / 42.2063907829036°N,2.05738151101802°E                   |                                                      |                          | Modifica les dades a Wikidata |
|        | Cortines               | les Llosses | masia            |                                          | 42° 11′ 07″ N, 1° 59′ 05″ E / 42.1852443142269°N,1.98458926674836°E                   |                                                      |                          | Modifica les dades a Wikidata |
|        | Dacs                   | les Llosses | masia            |                                          | 42° 08′ 57″ N, 2° 07′ 22″ E / 42.1492146464769°N,2.12269030445224°E                   |                                                      |                          | Modifica les dades a Wikidata |
|        | Danyans                | les Llosses | masia            |                                          | 42° 08′ 36″ N, 2° 03′ 22″ E / 42.1432655334553°N,2.05624910734726°E                   |                                                      |                          | Modifica les dades a Wikidata |
|        | Ferrers                | les Llosses | masia            |                                          | 42° 09′ 41″ N, 2° 05′ 51″ E / 42.1612669962465°N,2.09739344360507°E                   |                                                      |                          | Modifica les dades a Wikidata |
|        | Hostal de Sovelles     | les Llosses | masia            |                                          | 42° 08′ 31″ N, 2° 09′ 39″ E / 42.1419534088337°N,2.16093455121231°E                   |                                                      |                          | Modifica les dades a Wikidata |
|        | Ierra                  | les Llosses | masia            |                                          | 42° 07′ 18″ N, 2° 07′ 53″ E / 42.1216949696177°N,2.13146583974734°E                   |                                                      |                          | Modifica les dades a Wikidata |
|        | Llobateres             | les Llosses | masia            |                                          | 42° 11′ 02″ N, 2° 00′ 00″ E / 42.183794626965°N,2.00000357348255°E                    |                                                      |                          | Modifica les dades a Wikidata |
|        | Malabrena              | les Llosses | masia            |                                          | 42° 07′ 48″ N, 2° 12′ 04″ E / 42.130008751209°N,2.20099557305282°E                    |                                                      |                          | Modifica les dades a Wikidata |
|        | Mas Bernador           | les Llosses | masia            |                                          | 42° 08′ 59″ N, 2° 02′ 47″ E / 42.1496333108193°N,2.04648425733899°E                   |                                                      |                          | Modifica les dades a Wikidata |
|        | Mas de Llimós          | les Llosses | masia            | Estil: arquitectura popular              | 42° 09′ 08″ N, 2° 04′ 16″ E / 42.152113°N,2.07109°E                                   | bé integrant del patrimoni cultural català           |                          | Modifica les dades a Wikidata |
|        | Mas de les Selles      | les Llosses | masia            | Estil: arquitectura popular              | 42° 10′ 38″ N, 2° 07′ 06″ E / 42.1772°N,2.11825°E                                     | bé integrant del patrimoni cultural català           |                          | Modifica les dades a Wikidata |
|        | Mas el Colomer         | les Llosses | masia            | Estil: arquitectura popular 18th century | 42° 12′ 43″ N, 2° 07′ 10″ E / 42.212069°N,2.119581°E ca:Viladonja 972 msnm            | bé integrant del patrimoni cultural català           | El Colomer (les Llosses) | Modifica les dades a Wikidata |
|        | Mas el Guixer          | les Llosses | masia            | Estil: arquitectura popular              | 42° 09′ 24″ N, 2° 04′ 44″ E / 42.1566°N,2.07894°E                                     | bé integrant del patrimoni cultural català           |                          | Modifica les dades a Wikidata |
|        | Mas la Riba            | les Llosses | masia            | Estil: arquitectura popular              | 42° 11′ 08″ N, 2° 03′ 53″ E / 42.1855°N,2.06459°E                                     | bé integrant del patrimoni cultural català           |                          | Modifica les dades a Wikidata |
|        | Mas la Sala            | les Llosses | masia            | Estil: arquitectura popular              | 42° 08′ 58″ N, 2° 08′ 58″ E / 42.1494°N,2.14938°E                                     | bé integrant del patrimoni cultural català           |                          | Modifica les dades a Wikidata |
|        | Mas les Llentes        | les Llosses | masia            | Estil: arquitectura popular              | 42° 12′ 27″ N, 2° 04′ 43″ E / 42.20747°N,2.07869°E                                    | bé integrant del patrimoni cultural català           |                          | Modifica les dades a Wikidata |
|        | Maçanós                | les Llosses | masia            |                                          | 42° 09′ 21″ N, 2° 03′ 56″ E / 42.155809870511°N,2.0656426247788°E                     |                                                      |                          | Modifica les dades a Wikidata |
|        | Pinoses                | les Llosses | masia            |                                          | 42° 09′ 16″ N, 2° 08′ 34″ E / 42.1543288519508°N,2.14276052089905°E                   |                                                      |                          | Modifica les dades a Wikidata |
|        | Puig-empí              | les Llosses | masia            |                                          | 42° 08′ 04″ N, 2° 06′ 33″ E / 42.1345373782115°N,2.10906249641891°E                   |                                                      |                          | Modifica les dades a Wikidata |
|        | Puigdemposa            | les Llosses | masia            |                                          | 42° 09′ 29″ N, 2° 11′ 19″ E / 42.1579587830178°N,2.18863629635944°E                   |                                                      |                          | Modifica les dades a Wikidata |
|        | Rajolet                | les Llosses | masia            |                                          | 42° 09′ 45″ N, 2° 08′ 26″ E / 42.1626340897844°N,2.14054206176738°E                   |                                                      |                          | Modifica les dades a Wikidata |
|        | Reixac                 | les Llosses | masia            |                                          | 42° 10′ 05″ N, 2° 05′ 31″ E / 42.1681131445171°N,2.0918603042592°E                    |                                                      |                          | Modifica les dades a Wikidata |
|        | Sabaters               | les Llosses | masia            |                                          | 42° 10′ 15″ N, 2° 07′ 43″ E / 42.1707585110294°N,2.12870038671715°E                   |                                                      |                          | Modifica les dades a Wikidata |
|        | Serra de Cosp          | les Llosses | masia            |                                          | 42° 11′ 31″ N, 1° 58′ 32″ E / 42.191965454512°N,1.9754895669092°E                     |                                                      |                          | Modifica les dades a Wikidata |
|        | Sobirana               | les Llosses | masia            |                                          | 42° 10′ 50″ N, 2° 08′ 34″ E / 42.1806547842207°N,2.14282880684865°E                   |                                                      |                          | Modifica les dades a Wikidata |
|        | Sobirats               | les Llosses | masia            |                                          | 42° 09′ 22″ N, 2° 01′ 06″ E / 42.1560523406597°N,2.01842726489151°E                   |                                                      |                          | Modifica les dades a Wikidata |
|        | Solancornut            | les Llosses | masia            |                                          | 42° 10′ 32″ N, 2° 04′ 11″ E / 42.1755009018446°N,2.06970613095895°E                   |                                                      |                          | Modifica les dades a Wikidata |
|        | Torrents               | les Llosses | masia            |                                          | 42° 09′ 32″ N, 2° 06′ 47″ E / 42.158975164153°N,2.11301693755166°E                    |                                                      |                          | Modifica les dades a Wikidata |
|        | Tremolosa              | les Llosses | masia            |                                          | 42° 07′ 45″ N, 2° 07′ 59″ E / 42.1290826810579°N,2.13298619542887°E                   |                                                      |                          | Modifica les dades a Wikidata |
|        | Tuïja                  | les Llosses | masia            |                                          | 42° 09′ 13″ N, 2° 03′ 21″ E / 42.1537450078758°N,2.05577872606799°E                   |                                                      |                          | Modifica les dades a Wikidata |
|        | Vallespirans           | les Llosses | masia            |                                          | 42° 10′ 58″ N, 2° 09′ 02″ E / 42.1828023015542°N,2.15063452243999°E                   |                                                      |                          | Modifica les dades a Wikidata |
|        | Vila-rasa del Teixó    | les Llosses | masia            |                                          | 42° 11′ 24″ N, 2° 04′ 42″ E / 42.190137069288°N,2.0784588219664°E                     |                                                      |                          | Modifica les dades a Wikidata |
|        | Vilardell              | les Llosses | masia            |                                          | 42° 11′ 39″ N, 2° 09′ 02″ E / 42.1941586226747°N,2.150555141416°E                     |                                                      |                          | Modifica les dades a Wikidata |
|        | el Bac                 | les Llosses | masia            |                                          | 42° 09′ 09″ N, 2° 05′ 37″ E / 42.152431122676°N,2.0935301032528°E                     |                                                      |                          | Modifica les dades a Wikidata |
|        | el Bernadó             | les Llosses | masia            |                                          | 42° 08′ 59″ N, 2° 02′ 46″ E / 42.1496932285407°N,2.04610816617308°E                   |                                                      |                          | Modifica les dades a Wikidata |
|        | el Camp                | les Llosses | masia            |                                          | 42° 08′ 50″ N, 2° 10′ 11″ E / 42.1471956525209°N,2.16967596386474°E                   |                                                      |                          | Modifica les dades a Wikidata |
|        | el Camp de Boatella    | les Llosses | masia            |                                          | 42° 07′ 19″ N, 2° 01′ 05″ E / 42.1219876107227°N,2.01809432382089°E                   |                                                      |                          | Modifica les dades a Wikidata |
|        | el Casal               | les Llosses | masia            |                                          | 42° 09′ 51″ N, 2° 08′ 14″ E / 42.1642024206163°N,2.13710700992729°E                   |                                                      |                          | Modifica les dades a Wikidata |
|        | el Casó                | les Llosses | masia            |                                          | 42° 08′ 53″ N, 2° 06′ 18″ E / 42.1481596337841°N,2.10503494001091°E                   |                                                      |                          | Modifica les dades a Wikidata |
|        | el Coll                | les Llosses | masia            |                                          | 42° 10′ 44″ N, 2° 08′ 30″ E / 42.178918796951°N,2.1415856452326°E                     |                                                      |                          | Modifica les dades a Wikidata |
|        | el Corral Nou          | les Llosses | masia            |                                          | 42° 08′ 17″ N, 2° 12′ 32″ E / 42.1379526471958°N,2.20883382437262°E                   |                                                      |                          | Modifica les dades a Wikidata |
|        | el Cremat              | les Llosses | masia            |                                          | 42° 09′ 42″ N, 2° 08′ 17″ E / 42.161781503422°N,2.1381857911472°E                     |                                                      |                          | Modifica les dades a Wikidata |
|        | el Ferrer              | les Llosses | masia            |                                          | 42° 10′ 20″ N, 2° 06′ 19″ E / 42.172337605473°N,2.1053530731136°E                     |                                                      |                          | Modifica les dades a Wikidata |
|        | el Forn                | les Llosses | masia            |                                          | 42° 10′ 16″ N, 2° 06′ 08″ E / 42.1711947927638°N,2.10234937991425°E                   |                                                      |                          | Modifica les dades a Wikidata |
|        | el Grau                | les Llosses | masia            |                                          | 42° 08′ 34″ N, 2° 09′ 25″ E / 42.1429141151756°N,2.15684358997057°E                   |                                                      |                          | Modifica les dades a Wikidata |
|        | el Grau de l'Olla      | les Llosses | masia            |                                          | 42° 07′ 55″ N, 2° 07′ 09″ E / 42.131916945713°N,2.1192316071818°E                     |                                                      |                          | Modifica les dades a Wikidata |
|        | el Joncar              | les Llosses | masia            |                                          | 42° 08′ 48″ N, 2° 02′ 25″ E / 42.14659497952°N,2.0403634072704°E                      |                                                      |                          | Modifica les dades a Wikidata |
|        | el Lladrer             | les Llosses | masia            |                                          | 42° 09′ 39″ N, 2° 05′ 17″ E / 42.1607148565235°N,2.08793511904537°E                   |                                                      |                          | Modifica les dades a Wikidata |
|        | el Maidéu              | les Llosses | masia            |                                          | 42° 10′ 36″ N, 2° 08′ 17″ E / 42.176656406144°N,2.13807587808431°E                    |                                                      |                          | Modifica les dades a Wikidata |
|        | el Masot               | les Llosses | masia            |                                          | 42° 07′ 43″ N, 2° 07′ 09″ E / 42.1285450040811°N,2.11915231474038°E                   |                                                      |                          | Modifica les dades a Wikidata |
|        | el Pla Rodó            | les Llosses | masia            |                                          | 42° 09′ 21″ N, 2° 03′ 13″ E / 42.1559703494608°N,2.05368793689144°E                   |                                                      |                          | Modifica les dades a Wikidata |
|        | el Prat                | les Llosses | masia            | Estil: arquitectura popular              | 42° 08′ 34″ N, 2° 10′ 30″ E / 42.1428°N,2.17487°E                                     | bé integrant del patrimoni cultural català           |                          | Modifica les dades a Wikidata |
|        | el Puig                | les Llosses | masia            |                                          | 42° 09′ 57″ N, 2° 04′ 05″ E / 42.165735207546°N,2.0679177581998°E                     |                                                      |                          | Modifica les dades a Wikidata |
|        | el Pujol               | les Llosses | masia            |                                          | 42° 08′ 57″ N, 2° 08′ 01″ E / 42.1492354744909°N,2.13372786483837°E                   |                                                      |                          | Modifica les dades a Wikidata |
|        | el Pujol de Llentes    | les Llosses | masia            |                                          | 42° 11′ 38″ N, 2° 05′ 22″ E / 42.1939598946672°N,2.08943140401482°E                   |                                                      |                          | Modifica les dades a Wikidata |
|        | el Roquer              | les Llosses | masia            |                                          | 42° 09′ 52″ N, 2° 08′ 28″ E / 42.1644121415202°N,2.14105065068131°E                   |                                                      |                          | Modifica les dades a Wikidata |
|        | el Serrat              | les Llosses | masia            |                                          | 42° 09′ 04″ N, 2° 02′ 56″ E / 42.151168072416°N,2.0487665161126°E                     |                                                      |                          | Modifica les dades a Wikidata |
|        | el Soler de Maçanós    | les Llosses | masia            |                                          | 42° 09′ 23″ N, 2° 03′ 27″ E / 42.1564705004178°N,2.05755384748213°E                   |                                                      |                          | Modifica les dades a Wikidata |
|        | el Solà                | les Llosses | masia            |                                          | 42° 09′ 46″ N, 2° 03′ 21″ E / 42.1627150766856°N,2.05575430440518°E                   |                                                      |                          | Modifica les dades a Wikidata |
|        | el Solà de Moreta      | les Llosses | masia            | Estil: arquitectura popular              | 42° 09′ 45″ N, 2° 03′ 20″ E / 42.162397°N,2.055661°E                                  | bé integrant del patrimoni cultural català           |                          | Modifica les dades a Wikidata |
|        | el Solà de Sabaters    | les Llosses | masia            |                                          | 42° 10′ 17″ N, 2° 07′ 23″ E / 42.1714994538135°N,2.12310882214188°E                   |                                                      |                          | Modifica les dades a Wikidata |
|        | els Amats              | les Llosses | masia            |                                          | 42° 09′ 34″ N, 2° 05′ 44″ E / 42.1594596902519°N,2.09548235594126°E                   |                                                      |                          | Modifica les dades a Wikidata |
|        | els Camps              | les Llosses | masia            |                                          | 42° 08′ 51″ N, 2° 09′ 58″ E / 42.147578649836°N,2.166214182847°E                      |                                                      |                          | Modifica les dades a Wikidata |
|        | els Erms               | les Llosses | masia            |                                          | 42° 08′ 40″ N, 2° 06′ 13″ E / 42.1443655839971°N,2.1035756343918°E                    |                                                      |                          | Modifica les dades a Wikidata |
|        | els Sunyers            | les Llosses | masia            |                                          | 42° 08′ 11″ N, 2° 12′ 08″ E / 42.1363039922856°N,2.20225959310451°E                   |                                                      |                          | Modifica les dades a Wikidata |
|        | els Villarons          | les Llosses | masia            |                                          | 42° 09′ 11″ N, 2° 09′ 52″ E / 42.1529935085476°N,2.16440772450683°E                   |                                                      |                          | Modifica les dades a Wikidata |
|        | l'Aliguer              | les Llosses | masia            |                                          | 42° 08′ 54″ N, 2° 11′ 22″ E / 42.1484265544379°N,2.18941159061959°E                   |                                                      |                          | Modifica les dades a Wikidata |
|        | l'Auró                 | les Llosses | masia            | Estil: arquitectura popular              | 42° 11′ 49″ N, 2° 06′ 24″ E / 42.1969°N,2.10656°E                                     | bé integrant del patrimoni cultural català           |                          | Modifica les dades a Wikidata |
|        | l'Empriu del Guixer    | les Llosses | masia            |                                          | 42° 09′ 06″ N, 2° 05′ 01″ E / 42.1515759998052°N,2.08373334859379°E                   |                                                      |                          | Modifica les dades a Wikidata |
|        | l'Esplai del Cremat    | les Llosses | masia            |                                          | 42° 09′ 32″ N, 2° 08′ 08″ E / 42.1588598412041°N,2.13566651021189°E                   |                                                      |                          | Modifica les dades a Wikidata |
|        | l'Espolla              | les Llosses | masia            |                                          | 42° 11′ 50″ N, 2° 07′ 14″ E / 42.1971576720553°N,2.12067088943002°E                   |                                                      |                          | Modifica les dades a Wikidata |
|        | l'Estany               | les Llosses | masia            |                                          | 42° 12′ 52″ N, 2° 06′ 46″ E / 42.2145231752025°N,2.11267618979755°E                   |                                                      |                          | Modifica les dades a Wikidata |
|        | l'Hostal               | les Llosses | masia            |                                          | 42° 09′ 57″ N, 2° 04′ 05″ E / 42.1657873584075°N,2.06800834861751°E                   |                                                      |                          | Modifica les dades a Wikidata |
|        | l'Hostalet             | les Llosses | masia            |                                          | 42° 09′ 08″ N, 2° 03′ 33″ E / 42.1522866901409°N,2.05915306187966°E                   |                                                      |                          | Modifica les dades a Wikidata |
|        | l'Illota               | les Llosses | masia            |                                          | 42° 07′ 45″ N, 2° 12′ 42″ E / 42.1292457899492°N,2.21178547868308°E                   |                                                      |                          | Modifica les dades a Wikidata |
|        | l'Om                   | les Llosses | masia            |                                          | 42° 09′ 00″ N, 2° 10′ 38″ E / 42.1500697316832°N,2.177323854615°E                     |                                                      |                          | Modifica les dades a Wikidata |
|        | la Boïga               | les Llosses | masia            |                                          | 42° 09′ 04″ N, 2° 02′ 48″ E / 42.1510482306131°N,2.04659615519714°E                   |                                                      |                          | Modifica les dades a Wikidata |
|        | la Casanova            | les Llosses | masia            |                                          | 42° 10′ 22″ N, 2° 08′ 22″ E / 42.1727768091873°N,2.13955723097983°E                   |                                                      |                          | Modifica les dades a Wikidata |
|        | la Cúbia               | les Llosses | masia            |                                          | 42° 08′ 52″ N, 2° 12′ 09″ E / 42.14767188135°N,2.20252836378575°E                     |                                                      |                          | Modifica les dades a Wikidata |
|        | la Devesa              | les Llosses | masia            |                                          | 42° 08′ 33″ N, 2° 08′ 26″ E / 42.1425044551929°N,2.14047552312297°E                   |                                                      |                          | Modifica les dades a Wikidata |
|        | la Ferreria            | les Llosses | masia            |                                          | 42° 09′ 01″ N, 2° 07′ 00″ E / 42.150158992793°N,2.11664993123709°E                    |                                                      |                          | Modifica les dades a Wikidata |
|        | la Font                | les Llosses | masia            |                                          | 42° 09′ 40″ N, 2° 07′ 51″ E / 42.1611558399014°N,2.13081740030958°E                   |                                                      |                          | Modifica les dades a Wikidata |
|        | la Franquesa           | les Llosses | masia            |                                          | 42° 10′ 22″ N, 2° 09′ 48″ E / 42.172776066218°N,2.163461832635°E                      |                                                      |                          | Modifica les dades a Wikidata |
|        | la Garsa               | les Llosses | masia            |                                          | 42° 12′ 13″ N, 2° 05′ 52″ E / 42.2036079672124°N,2.09771158805217°E                   |                                                      |                          | Modifica les dades a Wikidata |
|        | la Mallola             | les Llosses | masia            |                                          | 42° 09′ 36″ N, 2° 11′ 11″ E / 42.159923536132°N,2.18628704320881°E                    |                                                      |                          | Modifica les dades a Wikidata |
|        | la Perera              | les Llosses | masia            |                                          | 42° 09′ 07″ N, 2° 11′ 38″ E / 42.1520067097163°N,2.1939047032665°E                    |                                                      |                          | Modifica les dades a Wikidata |
|        | la Plana               | les Llosses | masia            | Estil: arquitectura popular              | 42° 08′ 34″ N, 2° 10′ 15″ E / 42.1429°N,2.17083°E                                     | bé integrant del patrimoni cultural català           |                          | Modifica les dades a Wikidata |
|        | la Plaça               | les Llosses | masia            |                                          | 42° 09′ 31″ N, 2° 05′ 23″ E / 42.1586851742712°N,2.08979207666694°E                   |                                                      |                          | Modifica les dades a Wikidata |
|        | la Roca                | les Llosses | masia            |                                          | 42° 09′ 00″ N, 2° 02′ 35″ E / 42.1499921193721°N,2.04306582043577°E                   |                                                      |                          | Modifica les dades a Wikidata |
|        | la Rovira de Baix      | les Llosses | masia            |                                          | 42° 07′ 23″ N, 2° 01′ 39″ E / 42.123069686493°N,2.027410975159°E                      |                                                      |                          | Modifica les dades a Wikidata |
|        | la Rovireta            | les Llosses | masia            |                                          | 42° 08′ 56″ N, 2° 08′ 35″ E / 42.1488915677179°N,2.14310015329479°E                   |                                                      |                          | Modifica les dades a Wikidata |
|        | la Suca                | les Llosses | masia            |                                          | 42° 10′ 07″ N, 2° 09′ 53″ E / 42.1687217926522°N,2.16485450587494°E                   |                                                      |                          | Modifica les dades a Wikidata |
|        | la Tolosa              | les Llosses | masia            |                                          | 42° 10′ 00″ N, 2° 10′ 16″ E / 42.166795162322°N,2.17116299918457°E                    |                                                      |                          | Modifica les dades a Wikidata |
|        | la Vinyassa            | les Llosses | masia            |                                          | 42° 08′ 29″ N, 2° 11′ 00″ E / 42.1414760636363°N,2.18340112527465°E                   |                                                      |                          | Modifica les dades a Wikidata |
|        | les Arenyes            | les Llosses | masia            |                                          | 42° 10′ 19″ N, 2° 10′ 04″ E / 42.1720120590707°N,2.16774117687369°E                   |                                                      |                          | Modifica les dades a Wikidata |
|        | les Cases              | les Llosses | masia            |                                          | 42° 12′ 37″ N, 2° 06′ 09″ E / 42.210140429551°N,2.1023968881372°E                     |                                                      |                          | Modifica les dades a Wikidata |
|        | les Cases de Moreta    | les Llosses | masia            |                                          | 42° 09′ 42″ N, 2° 02′ 33″ E / 42.1616143512916°N,2.04247912257841°E                   |                                                      |                          | Modifica les dades a Wikidata |
|        | les Falgoses           | les Llosses | masia            |                                          | 42° 08′ 15″ N, 2° 08′ 54″ E / 42.1374295540871°N,2.14834908333818°E                   |                                                      |                          | Modifica les dades a Wikidata |
|        | les Mosqueres          | les Llosses | masia            |                                          | 42° 11′ 20″ N, 1° 58′ 17″ E / 42.1890073065536°N,1.97126811074154°E                   |                                                      |                          | Modifica les dades a Wikidata |
|        | les Muntades           | les Llosses | masia            |                                          | 42° 08′ 23″ N, 2° 09′ 14″ E / 42.1397220997059°N,2.15388486740648°E                   |                                                      |                          | Modifica les dades a Wikidata |
|        | les Palmeroles         | les Llosses | masia            |                                          | 42° 10′ 30″ N, 2° 02′ 26″ E / 42.1749627059915°N,2.04044950481291°E                   |                                                      |                          | Modifica les dades a Wikidata |
|        | les Selles             | les Llosses | masia            |                                          | 42° 09′ 03″ N, 2° 06′ 19″ E / 42.1507182807126°N,2.10514413299001°E                   |                                                      |                          | Modifica les dades a Wikidata |
|        | les Vívoles            | les Llosses | masia            |                                          | 42° 07′ 33″ N, 2° 11′ 38″ E / 42.1257439585181°N,2.19387478520833°E                   |                                                      |                          | Modifica les dades a Wikidata |

## molí d'aigua
| imatge | Nom               | Ubicat a    | instància de | Detalls                     | coordenades                                                         | Protecció                                  | Commons (més fotos) | Dades a WD                    |
| ------ | ----------------- | ----------- | ------------ | --------------------------- | ------------------------------------------------------------------- | ------------------------------------------ | ------------------- | ----------------------------- |
|        | Molí d'Arquers    | les Llosses | molí d'aigua |                             | 42° 10′ 00″ N, 2° 08′ 27″ E / 42.1666079163795°N,2.14081514009457°E |                                            |                     | Modifica les dades a Wikidata |
|        | Molí d'en Coll    | les Llosses | molí d'aigua |                             | 42° 10′ 11″ N, 2° 09′ 14″ E / 42.1697224338032°N,2.15392099185985°E |                                            |                     | Modifica les dades a Wikidata |
|        | Molí de Cabanes   | les Llosses | molí d'aigua |                             | 42° 09′ 20″ N, 2° 00′ 27″ E / 42.1555339241812°N,2.00737216222055°E |                                            |                     | Modifica les dades a Wikidata |
|        | Molí de Capdevila | les Llosses | molí d'aigua |                             | 42° 09′ 27″ N, 2° 03′ 18″ E / 42.1574126504019°N,2.05493741298287°E |                                            |                     | Modifica les dades a Wikidata |
|        | Molí de Clarà     | les Llosses | molí d'aigua |                             | 42° 07′ 01″ N, 2° 06′ 59″ E / 42.1169232545884°N,2.11634958143843°E |                                            |                     | Modifica les dades a Wikidata |
|        | Molí de Sabaters  | les Llosses | molí d'aigua | Estat: ruïnós               | 42° 09′ 59″ N, 2° 07′ 47″ E / 42.166408°N,2.129822°E 849 msnm       |                                            |                     | Modifica les dades a Wikidata |
|        | Molí de la Riba   | les Llosses | molí d'aigua | Estil: arquitectura popular | 42° 11′ 32″ N, 2° 03′ 53″ E / 42.1921°N,2.06484°E                   | bé integrant del patrimoni cultural català |                     | Modifica les dades a Wikidata |
|        | el Molinot        | les Llosses | molí d'aigua |                             | 42° 09′ 33″ N, 2° 08′ 09″ E / 42.1592117809033°N,2.1357585588756°E  |                                            |                     | Modifica les dades a Wikidata |

## muntanya
| imatge | Nom                             | Ubicat a                            | instància de | Detalls | coordenades                                                             | Protecció | Commons (més fotos)          | Dades a WD                    |
| ------ | ------------------------------- | ----------------------------------- | ------------ | ------- | ----------------------------------------------------------------------- | --------- | ---------------------------- | ----------------------------- |
|        | Cap de la Baga de la Roca       | les Llosses Borredà                 | muntanya     |         | 42° 08′ 33″ N, 2° 02′ 26″ E / 42.14252778°N,2.04043333°E 996.6 msnm     |           |                              | Modifica les dades a Wikidata |
|        | Cap de la Baga del Castell      | les Llosses Borredà                 | muntanya     |         | 42° 09′ 10″ N, 2° 01′ 35″ E / 42.15283333°N,2.02651944°E 1215.5 msnm    |           |                              | Modifica les dades a Wikidata |
|        | Cap del Serrat de la Gallinassa | les Llosses Borredà                 | muntanya     |         | 42° 09′ 41″ N, 1° 59′ 52″ E / 42.1614°N,1.99766°E 1177.3 msnm           |           |                              | Modifica les dades a Wikidata |
|        | Capdevila                       | les Llosses                         | muntanya     |         | 42° 09′ 23″ N, 2° 06′ 20″ E / 42.15630556°N,2.10563889°E 1147.7 msnm    |           |                              | Modifica les dades a Wikidata |
|        | Massagalls                      | les Llosses                         | muntanya     |         | 42° 08′ 12″ N, 2° 10′ 23″ E / 42.13658333°N,2.17297222°E 1034.3 msnm    |           |                              | Modifica les dades a Wikidata |
|        | Pedró d'Arquers                 | les Llosses                         | muntanya     |         | 42° 10′ 50″ N, 2° 07′ 43″ E / 42.18048889°N,2.12868889°E 1239.1 msnm    |           | Pedró d'Arquers              | Modifica les dades a Wikidata |
|        | Pedró de Matamala               | les Llosses                         | muntanya     |         | 42° 10′ 32″ N, 2° 05′ 50″ E / 42.17541667°N,2.09722222°E 1364.6 msnm    |           |                              | Modifica les dades a Wikidata |
|        | Pedró dels Mateus               | les Llosses                         | muntanya     |         | 42° 10′ 49″ N, 2° 04′ 49″ E / 42.18025°N,2.08025°E 1273.3 msnm          |           |                              | Modifica les dades a Wikidata |
|        | Puig Aliguer                    | les Llosses                         | muntanya     |         | 42° 08′ 39″ N, 2° 11′ 16″ E / 42.1443°N,2.18784°E 1068.3 msnm           |           |                              | Modifica les dades a Wikidata |
|        | Puig Cornador                   | les Llosses                         | muntanya     |         | 42° 08′ 23″ N, 2° 06′ 30″ E / 42.1397374015°N,2.10833614168°E 1229 msnm |           | Puig Cornador (les Llosses)  | Modifica les dades a Wikidata |
|        | Puig Lluent                     | les Llosses la Pobla de Lillet      | muntanya     |         | 42° 11′ 49″ N, 1° 58′ 14″ E / 42.19705556°N,1.9705°E 1640.2 msnm        |           |                              | Modifica les dades a Wikidata |
|        | Puig Miró                       | les Llosses Sant Jaume de Frontanyà | muntanya     |         | 42° 10′ 04″ N, 2° 01′ 40″ E / 42.1678°N,2.02778°E 1307.9 msnm           |           |                              | Modifica les dades a Wikidata |
|        | Serrat Alt                      | les Llosses                         | muntanya     |         | 42° 09′ 13″ N, 2° 07′ 59″ E / 42.15369444°N,2.13295278°E 1013 msnm      |           |                              | Modifica les dades a Wikidata |
|        | Serrat de Puiner                | les Llosses                         | muntanya     |         | 42° 09′ 58″ N, 2° 06′ 04″ E / 42.1661°N,2.1011°E 1153.1 msnm            |           |                              | Modifica les dades a Wikidata |
|        | Serrat de Sant Isidre           | les Llosses                         | muntanya     |         | 42° 09′ 17″ N, 2° 02′ 28″ E / 42.15483333°N,2.04113889°E 1151.1 msnm    |           |                              | Modifica les dades a Wikidata |
|        | Serrat del Cosme                | les Llosses                         | muntanya     |         | 42° 07′ 43″ N, 2° 06′ 09″ E / 42.12855556°N,2.10245444°E 1003.7 msnm    |           |                              | Modifica les dades a Wikidata |
|        | Serrat del Molló                | les Llosses Borredà                 | muntanya     |         | 42° 09′ 01″ N, 2° 00′ 57″ E / 42.1502°N,2.0159°E 1178.4 msnm            |           |                              | Modifica les dades a Wikidata |
|        | Terrers Roigs                   | les Llosses                         | muntanya     |         | 42° 09′ 38″ N, 2° 01′ 23″ E / 42.16047222°N,2.02311111°E 1238.5 msnm    |           |                              | Modifica les dades a Wikidata |
|        | Turó de Baborers                | les Llosses                         | muntanya     |         | 42° 09′ 42″ N, 2° 09′ 29″ E / 42.1618°N,2.15792°E 1004.4 msnm           |           |                              | Modifica les dades a Wikidata |
|        | Turó de Coll de Bassa           | les Llosses                         | muntanya     |         | 42° 08′ 11″ N, 2° 09′ 58″ E / 42.13636111°N,2.166°E 1046 msnm           |           |                              | Modifica les dades a Wikidata |
|        | Turó de la Farga                | les Llosses                         | muntanya     |         | 42° 08′ 00″ N, 2° 12′ 10″ E / 42.13322222°N,2.20266667°E 767.5 msnm     |           |                              | Modifica les dades a Wikidata |
|        | Turó de la Mala Cinglera        | les Llosses Sora                    | muntanya     |         | 42° 08′ 07″ N, 2° 10′ 50″ E / 42.1352°N,2.18064°E 985.4 msnm            |           |                              | Modifica les dades a Wikidata |
|        | Turó de la Suca                 | les Llosses                         | muntanya     |         | 42° 09′ 57″ N, 2° 09′ 56″ E / 42.16594444°N,2.16566667°E 941.9 msnm     |           |                              | Modifica les dades a Wikidata |
|        | Turó de les Basses              | les Llosses Ripoll                  | muntanya     |         | 42° 10′ 17″ N, 2° 10′ 53″ E / 42.1714°N,2.18125°E 979.4 msnm            |           |                              | Modifica les dades a Wikidata |
|        | Turó de les Franqueses          | les Llosses                         | muntanya     |         | 42° 10′ 39″ N, 2° 09′ 35″ E / 42.1776°N,2.15975°E 969.2 msnm            |           |                              | Modifica les dades a Wikidata |
|        | Turó de les Vívoles             | les Llosses                         | muntanya     |         | 42° 07′ 39″ N, 2° 11′ 47″ E / 42.1276°N,2.19631°E 819.5 msnm            |           |                              | Modifica les dades a Wikidata |
|        | Turó dels Escorpits             | les Llosses                         | muntanya     |         | 42° 07′ 40″ N, 2° 11′ 31″ E / 42.12777778°N,2.19205556°E 813.3 msnm     |           |                              | Modifica les dades a Wikidata |
|        | serrat de la Remolta            | Gombrèn les Llosses                 | muntanya     |         | 42° 12′ 59″ N, 2° 04′ 54″ E / 42.21629°N,2.081676°E 1411 msnm           |           | Serrat de la Remolta         | Modifica les dades a Wikidata |
|        | serrat dels Llamps              | Gombrèn les Llosses                 | muntanya     |         | 42° 12′ 58″ N, 2° 04′ 44″ E / 42.216038°N,2.078821°E 1418 msnm          |           | Serrat dels Llamps (Gombrèn) | Modifica les dades a Wikidata |

## pont
| imatge | Nom                              | Ubicat a    | instància de | Detalls                                        | coordenades | Protecció                                  | Commons (més fotos) | Dades a WD                    |
| ------ | -------------------------------- | ----------- | ------------ | ---------------------------------------------- | --- | ------------------------------------------ | ------------------- | ----------------------------- |
|        | Pont de Robert                   | les Llosses | pont         |                                                | 42° 09′ 40″ N, 2° 05′ 40″ E / 42.1610631386228°N,2.09438215948321°E                                                                                                  |                                            |                     | Modifica les dades a Wikidata |
|        | Pont de Sant Sadurní de Sovelles | les Llosses | pont         | Estil: arquitectura popular                    | | bé integrant del patrimoni cultural català |                     | Modifica les dades a Wikidata |
|        | Pont de Terra                    | les Llosses | pont         |                                                | 42° 09′ 25″ N, 2° 05′ 55″ E / 42.1568988908235°N,2.09853281036309°E                                                                                                  |                                            |                     | Modifica les dades a Wikidata |
|        | Pont de Tuïja                    | les Llosses | pont         |                                                | 42° 09′ 14″ N, 2° 03′ 24″ E / 42.1539778038175°N,2.05670725681297°E                                                                                                  |                                            |                     | Modifica les dades a Wikidata |
|        | Pont de la Bonaigua              | les Llosses | pont         |                                                | 42° 09′ 20″ N, 2° 04′ 28″ E / 42.1555274231485°N,2.0744651389652°E                                                                                                   |                                            |                     | Modifica les dades a Wikidata |
|        | Pont de la Casa                  | les Llosses | pont         | 20th century Travessa: Ter                     | 42° 07′ 52″ N, 2° 12′ 20″ E / 42.1309773397242°N,2.20559328987959°E ca:A la Farga de Bebié, sobre el riu Ter.                                                        |                                            |                     | Modifica les dades a Wikidata |
|        | Pont de la Fàbrica               | les Llosses | pont         | 20th century Travessa: Ter                     | 42° 07′ 49″ N, 2° 12′ 25″ E / 42.1302387472488°N,2.20688504610814°E ca:A la Farga de Bebié, sobre el riu Ter. Emplaçat comunicant les zones industrials del complex. |                                            |                     | Modifica les dades a Wikidata |
|        | Pont del Cremat                  | les Llosses | pont         |                                                | 42° 09′ 46″ N, 2° 08′ 15″ E / 42.1628270540865°N,2.13745254816877°E                                                                                                  |                                            |                     | Modifica les dades a Wikidata |
|        | Pont del Diable                  | les Llosses | pont         | Estil: arquitectura popular                    | 42° 09′ 27″ N, 2° 04′ 59″ E / 42.157468°N,2.083077°E | bé integrant del patrimoni cultural català |                     | Modifica les dades a Wikidata |
|        | Pont del Solà                    | les Llosses | pont         |                                                | 42° 09′ 39″ N, 2° 03′ 22″ E / 42.1608546879218°N,2.05622985572009°E                                                                                                  |                                            |                     | Modifica les dades a Wikidata |
|        | Pont del Tren                    | les Llosses | pont         | Travessa: Ter Hi passa: línia Barcelona-Ripoll | 42° 07′ 53″ N, 2° 12′ 17″ E / 42.1312960935053°N,2.20480283844756°E ca:A l'extrem nord el terme municipal. A l’alçada de la Farga de Bebié, sobre el riu Ter.        |                                            |                     | Modifica les dades a Wikidata |
|        | el Passallís                     | les Llosses | pont         |                                                | 42° 09′ 35″ N, 2° 08′ 12″ E / 42.1597869573069°N,2.13679175446121°E                                                                                                  |                                            |                     | Modifica les dades a Wikidata |

## serra
| imatge | Nom                        | Ubicat a | instància de                                        | Detalls                                   | coordenades                                                          | Protecció | Commons (més fotos)           | Dades a WD                    |
| ------ | -------------------------- | --- | --------------------------------------------------- | ----------------------------------------- | -------------------------------------------------------------------- | --------- | ----------------------------- | ----------------------------- |
|        | Carena de la Baga del Coll | Borredà les Llosses | serra                                               |                                           | 42° 07′ 44″ N, 2° 00′ 36″ E / 42.129°N,2.01008°E 961.5 msnm          |           |                               | Modifica les dades a Wikidata |
|        | Carena de les Rovires      | Borredà les Llosses | serra                                               |                                           | 42° 07′ 36″ N, 2° 01′ 49″ E / 42.1266°N,2.03024°E 911 msnm           |           |                               | Modifica les dades a Wikidata |
|        | rasos de Tubau             | les Llosses Gombrèn Sant Jaume de Frontanyà | serra àrea protegida Pla d'Espais d'Interès Natural | 1992 Superfície: 647.19492ha              | 42° 13′ 18″ N, 2° 02′ 38″ E / 42.221563888889°N,2.0439666666667°E    |           | Rasos de Tubau                | Modifica les dades a Wikidata |
|        | serra de Faig-i-branca     | les Llosses la Pobla de Lillet | serra                                               |                                           | 42° 11′ 40″ N, 1° 59′ 12″ E / 42.19449722°N,1.98655°E 1526.9 msnm    |           |                               | Modifica les dades a Wikidata |
|        | serra de Matamala          | les Llosses | serra                                               |                                           | 42° 10′ 36″ N, 2° 06′ 08″ E / 42.17666667°N,2.10233333°E 1364.6 msnm |           | Serra de Matamala             | Modifica les dades a Wikidata |
|        | serra de Sant Marc         | Campdevànol Gombrèn les Llosses | serra                                               |                                           | 42° 13′ 17″ N, 2° 05′ 44″ E / 42.2213°N,2.09548°E 1377.1 msnm        |           | Serra de Sant Marc (Ripollès) | Modifica les dades a Wikidata |
|        | serra de Sovelles          | les Llosses Sora | serra                                               |                                           | 42° 08′ 07″ N, 2° 09′ 47″ E / 42.1352°N,2.1631°E 1072.4 msnm         |           |                               | Modifica les dades a Wikidata |
|        | serra de les Ajagudes      | les Llosses | serra                                               |                                           | 42° 12′ 20″ N, 2° 05′ 17″ E / 42.2056°N,2.08794°E 1276.8 msnm        |           |                               | Modifica les dades a Wikidata |
|        | serra del Catllaràs        | Guardiola de Berguedà Sant Julià de Cerdanyola la Pobla de Lillet Sant Jaume de Frontanyà Castell de l'Areny Vilada la Nou de Berguedà les Llosses | serra àrea protegida Pla d'Espais d'Interès Natural | 1992 Llarg: 13km Superfície: 6154.53213ha | 42° 12′ 33″ N, 1° 57′ 12″ E / 42.20904444°N,1.95336389°E 1779 msnm   |           | Serra del Catllaràs           | Modifica les dades a Wikidata |
|        | serrat Espatllat           | les Llosses | serra                                               |                                           | 42° 12′ 34″ N, 2° 04′ 00″ E / 42.2094°N,2.06669°E 1384.3 msnm        |           |                               | Modifica les dades a Wikidata |
|        | serrat de Can Saiol        | Borredà Castell de l'Areny les Llosses | serra                                               |                                           | 42° 10′ 31″ N, 1° 59′ 23″ E / 42.1753°N,1.98983°E 1293 msnm          |           |                               | Modifica les dades a Wikidata |
|        | serrat de Llumeners        | Borredà les Llosses | serra                                               |                                           | 42° 07′ 05″ N, 1° 59′ 47″ E / 42.11805556°N,1.99638889°E 1041.8 msnm |           |                               | Modifica les dades a Wikidata |
|        | serrat de l'Auró           | Campdevànol les Llosses | serra                                               |                                           | 42° 12′ 21″ N, 2° 07′ 31″ E / 42.2057°N,2.12528°E 1133.2 msnm        |           | Serrat de l'Auró              | Modifica les dades a Wikidata |
|        | serrat de la Sort          | les Llosses | serra                                               |                                           | 42° 07′ 34″ N, 2° 07′ 24″ E / 42.12622222°N,2.12332778°E 1062.1 msnm |           |                               | Modifica les dades a Wikidata |
|        | serrat de les Falgoses     | les Llosses Sora | serra                                               |                                           | 42° 08′ 08″ N, 2° 09′ 19″ E / 42.1356°N,2.15521°E 1072.4 msnm        |           |                               | Modifica les dades a Wikidata |
|        | serrat del Bou             | les Llosses | serra                                               |                                           | 42° 08′ 39″ N, 2° 09′ 08″ E / 42.1443°N,2.15229°E 1004 msnm          |           |                               | Modifica les dades a Wikidata |

## vilatge
| imatge | Nom                  | Ubicat a    | instància de                            | Detalls | coordenades                                       | Protecció | Commons (més fotos) | Dades a WD                    |
| ------ | -------------------- | ----------- | --------------------------------------- | ------- | ------------------------------------------------- | --------- | ------------------- | ----------------------------- |
|        | Estiula              | les Llosses | vilatge ens local històric de Catalunya |         | 42° 12′ 12″ N, 2° 06′ 27″ E / 42.2034°N,2.10738°E |           |                     | Modifica les dades a Wikidata |
|        | Sant Llorenç Corrubí | les Llosses | vilatge ens local històric de Catalunya |         | 42° 12′ 23″ N, 2° 03′ 23″ E / 42.2065°N,2.05634°E |           |                     | Modifica les dades a Wikidata |

## vèrtex geodèsic
| imatge | Nom             | Ubicat a    | instància de    | Detalls   | coordenades                                                        | Protecció | Commons (més fotos) | Dades a WD                    |
| ------ | --------------- | ----------- | --------------- | --------- | ------------------------------------------------------------------ | --------- | ------------------- | ----------------------------- |
|        | Padro           | les Llosses | vèrtex geodèsic | Alt: 1.2m | 42° 10′ 32″ N, 2° 05′ 50″ E / 42.175484°N,2.097161°E 1363.535 msnm |           |                     | Modifica les dades a Wikidata |
|        | Puig Miró       | les Llosses | vèrtex geodèsic | Alt: 1.2m | 42° 10′ 04″ N, 2° 01′ 40″ E / 42.167805°N,2.027778°E 1309.336 msnm |           |                     | Modifica les dades a Wikidata |
|        | Santa Margarita | les Llosses | vèrtex geodèsic | Alt: 1.2m | 42° 08′ 25″ N, 2° 07′ 35″ E / 42.140378°N,2.126302°E 1208.376 msnm |           |                     | Modifica les dades a Wikidata |
|        | l'Aligue        | les Llosses | vèrtex geodèsic | Alt: 1.2m | 42° 08′ 40″ N, 2° 11′ 16″ E / 42.144355°N,2.187869°E 1068.356 msnm |           |                     | Modifica les dades a Wikidata |

## Misc
| imatge | Nom                              | Ubicat a                                          | instància de       | Detalls    | coordenades                                                                      | Protecció | Commons (més fotos)  | Dades a WD                    |
| ------ | -------------------------------- | ------------------------------------------------- | ------------------ | ---------- | -------------------------------------------------------------------------------- | --------- | -------------------- | ----------------------------- |
|        | Pedronet de Sant Isidre          | les Llosses                                       | oratori            |            | 42° 09′ 17″ N, 2° 02′ 28″ E / 42.1548489601393°N,2.0412012680954°E               |           |                      | Modifica les dades a Wikidata |
|        | Refugi de Puigcercós             | les Llosses                                       | refugi de muntanya | 1974-05-29 | 42° 08′ 37″ N, 2° 03′ 12″ E / 42.143718822185825°N,2.0532886803324417°E 800 msnm |           | Refugi de Puigcercós | Modifica les dades a Wikidata |
|        | Túnel de la Farga                | les Llosses                                       | túnel              |            | 42° 08′ 07″ N, 2° 12′ 16″ E / 42.1351479690375°N,2.20439164448347°E              |           |                      | Modifica les dades a Wikidata |
|        | casa consistorial de les Llosses | les Llosses                                       | casa consistorial  |            | 42° 09′ 03″ N, 2° 07′ 12″ E / 42.1509469°N,2.119966°E                            |           |                      | Modifica les dades a Wikidata |
|        | collada de Grau Pedrís           | Castell de l'Areny les Llosses la Pobla de Lillet | collada            |            | 42° 11′ 54″ N, 1° 57′ 58″ E / 42.19843889°N,1.96620556°E 1595 1600 msnm          |           |                      | Modifica les dades a Wikidata |
|        | la Farga de Bebié                | les Llosses Montesquiu                            | colònia industrial |            | 42° 07′ 51″ N, 2° 12′ 20″ E / 42.1308111111°N,2.20563333333°E 606 msnm           |           | La Farga de Bebié    | Modifica les dades a Wikidata |